# 1961年のバレーボール
1961年のバレーボール（1961ねんのバレーボール）では、1961年（昭和36年）のバレーボール関連の出来事をまとめる。

## できごと
- 第58次IOC総会にて、1964年東京オリンピックで実施される20競技が決定。新競技として柔道と共にバレーボールが選ばれた。
- 第4回バレーボール南米選手権女子大会、第4回バレーボール南米選手権男子大会が、ペルーのリマで開催された。男女共にブラジルが優勝した。
- 大松博文監督が率いる日紡貝塚女子バレーボールチームが、欧州遠征で22連勝を記録（「東洋の魔女」も参照）。
- 豊田合成トレフェルサが創部。
- 国民体育大会バレーボール競技に6人制種目が導入される。
- FIVB加盟（その8） - ガーナ、ギニア、ジャマイカ、スウェーデン、セネガル、ベトナム、 ビルマ（現・ミャンマー）の7カ国。

## 国内大会

### 日本
- 全日本総合選手権
  - 男子6人制
    - 優勝：東レ九鱗会

  - 女子6人制
    - 優勝：日紡貝塚

- 第10回全日本都市対抗
  - 男子
    - 1位：東レ九鱗会
    - 2位：日本鋼管
    - 3位：八幡製鉄、松下電器

  - 女子
    - 1位：日紡貝塚
    - 2位：ヤシカ諏訪
    - 3位：倉紡倉敷、ヤシカ本社

## 誕生
- 3月21日 - ダニエル・カステラーニ
- 5月28日 - 古川靖志
- 9月12日 - 米山一朋
- 10月10日 - フェルディナンド・デジョルジ
- 10月31日 - 杉山加代子